# Suderwick
Suderwick (niederländisch Zuiderwijk) ist ein Stadtteil der Stadt Bocholt in Nordrhein-Westfalen, stellt aber eine räumlich getrennt liegende Ortschaft dar. Es grenzt unmittelbar an den niederländischen Ort Dinxperlo.

## Lage

Ehemaliges Wappen des Amtes Liedern-Werth

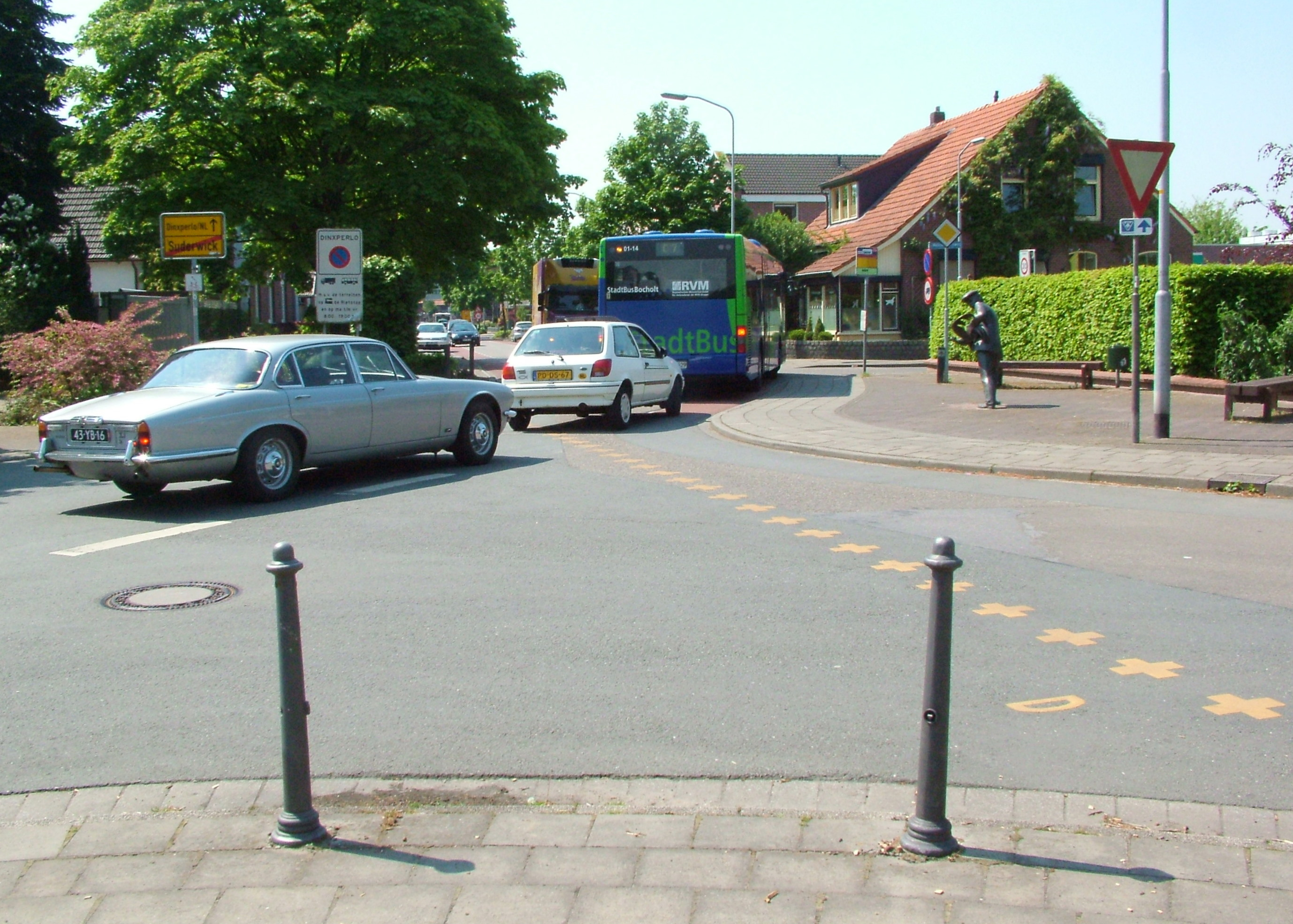
Grenzlinie (gelbe Kreuze) an der Ecke Hellweg/Keupenstraat, von Suderwick aus nach Dinxperlo gesehen

Bei Suderwick verläuft die Staatsgrenze zwischen der Bundesrepublik Deutschland und den Niederlanden. Auf niederländischer Seite im Norden grenzt das größere Dinxperlo (Gemeinde Aalten) direkt an Suderwick und bildet mit diesem teilweise eine gemeinsame Siedlungsfläche.
Ebenso grenzt Suderwick an die Bocholter Stadtteile Spork und Liedern sowie an Bocholts Nachbarstadt Isselburg. Klare Grenzen sind hier aber nicht sichtbar, da das weitläufige Gebiet vornehmlich durch die Landwirtschaft geprägt wird.

## Geschichte
Die ersten Familien gab es 1498/99 in Suderwick, die sich auf zehn bis zwölf Höfe verteilten und eine Gesamtbevölkerung von rund 56 Personen erreichten. Hausstände von Geistlichen oder Adeligen gab es damals nicht. In den folgenden Jahrhunderten wuchs Suderwick leicht an, genaue Zahlen gibt es allerdings nur aus dem niederländischen Dinxperlo. Hier lebten im Jahr 1815 rund 1700 Menschen, von denen vier jüdische Familien waren.
Im Jahr 1909 wurde der erste Sportverein in Suderwick mit dem Namen Viktoria Suderwick gegründet, der seit den 1960er Jahren den Zusatz Grenzlandsportverein (GSV) führt. Mit vollem Namen heißt der Verein heute Grenzlandsportverein Viktoria 09 Suderwick e. V. Heute hat der Verein ca. 800 Mitglieder und unterhält eine Fußball-, eine Tennis-, eine Tischtennis- und eine Turnabteilung.
Nach dem Zweiten Weltkrieg waren die Auswirkungen auf Suderwick verheerend. Im Rahmen der niederländischen Annexionspläne musste Suderwick-West (49 ha) am 23. April 1949 den Niederlanden überlassen werden, während der Ostteil deutsch blieb. Erst am 1. August 1963 wurde per Staatsvertrag (Grenzvertrag vom 8. April 1960 zwischen der Bundesrepublik Deutschland und dem Königreich der Niederlande) der Westteil an die Bundesrepublik Deutschland zurückgegeben. Zu diesem Zeitpunkt lebten ca. 1300 Menschen in Suderwick, das damals noch zum Amt Liedern-Werth gehörte. Am 1. Januar 1975 wurde Suderwick durch Eingemeindung (§ 51 Münster/Hamm-Gesetz) zum Stadtteil von Bocholt. Die dörflichen Strukturen blieben dabei aber weiterhin erhalten. Heute leben etwa 1900 Menschen im Dorf, wobei die Zahl niederländischer Einwohner weiterhin steigt.

## Verkehrsanbindung
Durch Suderwick zieht sich die Dinxperloer Straße. So sind Bocholt und Isselburg schnell zu erreichen. Die A 3 hat die Anschlussstellen Hamminkeln/Bocholt oder Rees/Isselburg/Bocholt. Durch die direkte Nachbarschaft zu Dinxperlo ist die Grenzquerung insbesondere zu Fuß überall möglich.
Die Linie C7 der Stadtbus Bocholt GmbH fährt im Stundentakt von Dinxperlo über Suderwick zum „Bustreff“ (Omnibusbahnhof) im Stadtzentrum.

## Deutsch-niederländische Besonderheiten

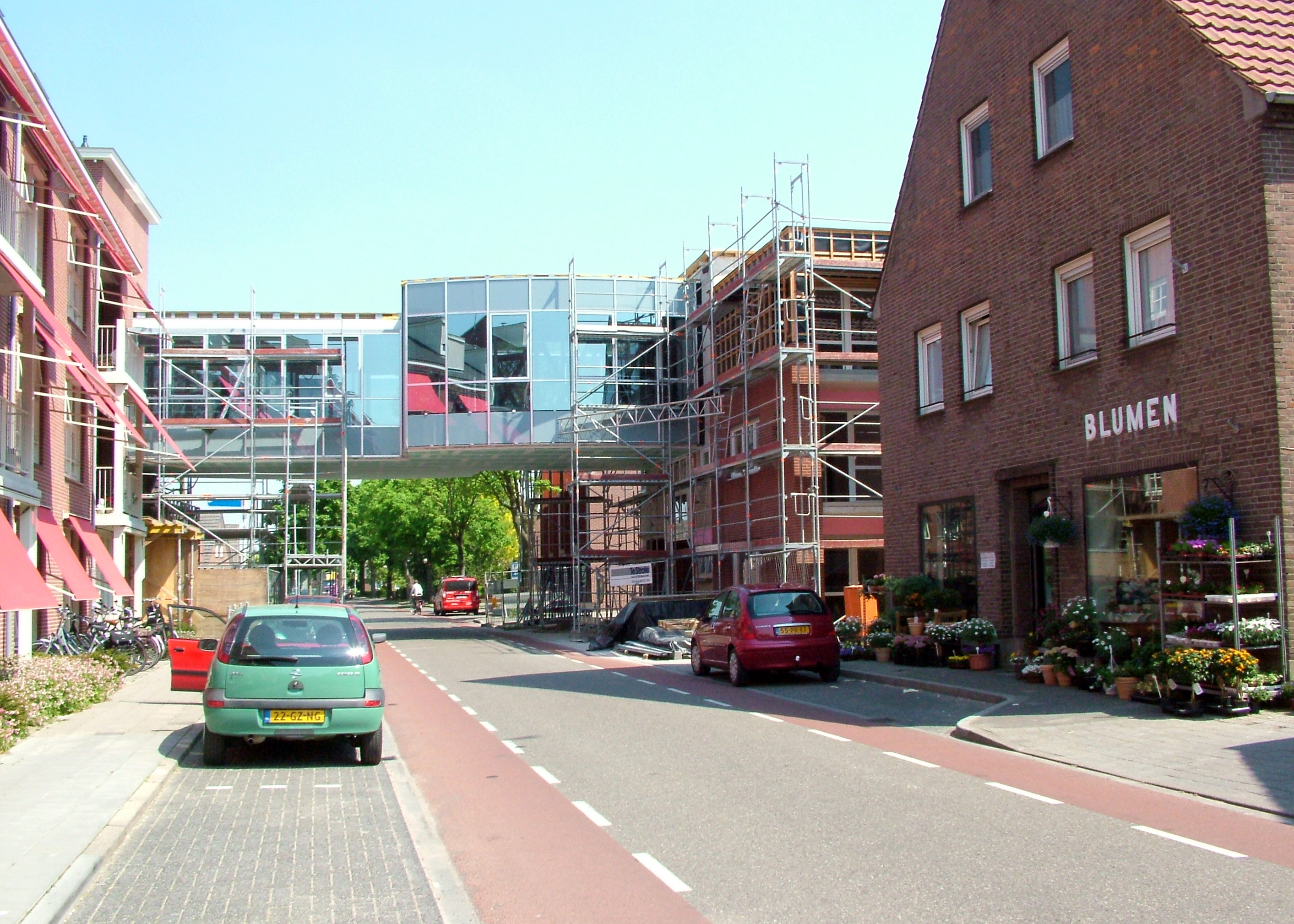
Gebäudetrakt über den Heelweg (links) bzw. Hellweg (rechter Bürgersteig)

Die Staatsgrenze ist kaum noch sichtbar, so dass Suderwick und Dinxperlo wie ein einziger Ort wirkt. Die Grenze verläuft direkt am südlichen Bordstein einer Straße, die auf deutscher Seite Hellweg und auf niederländischer Heelweg heißt.
In Dinxperlo gibt es eine deutsch-niederländische Polizeistation, die jeweils mit einem Beamten der Polizeihauptwache Bocholt und mit einem Kollegen der niederländischen Polizei besetzt ist.
Am Hellweg/Heelweg besteht das erste deutsch-niederländische Altenpflegeheim. Zwei Einrichtungen auf der jeweiligen Seite der Grenze sind durch einen gläsernen Gebäudetrakt über der Straße verbunden.
Die Dinxperloer trinken Wasser aus Deutschland, das Abwasser der Suderwicker Haushalte wird aber in der niederländischen Kläranlage bei Dinxperlo gereinigt. Deutsche Kinder können die Basisschool (Grundschule) in Dinxperlo besuchen.

## Vereine und öffentliche Institutionen

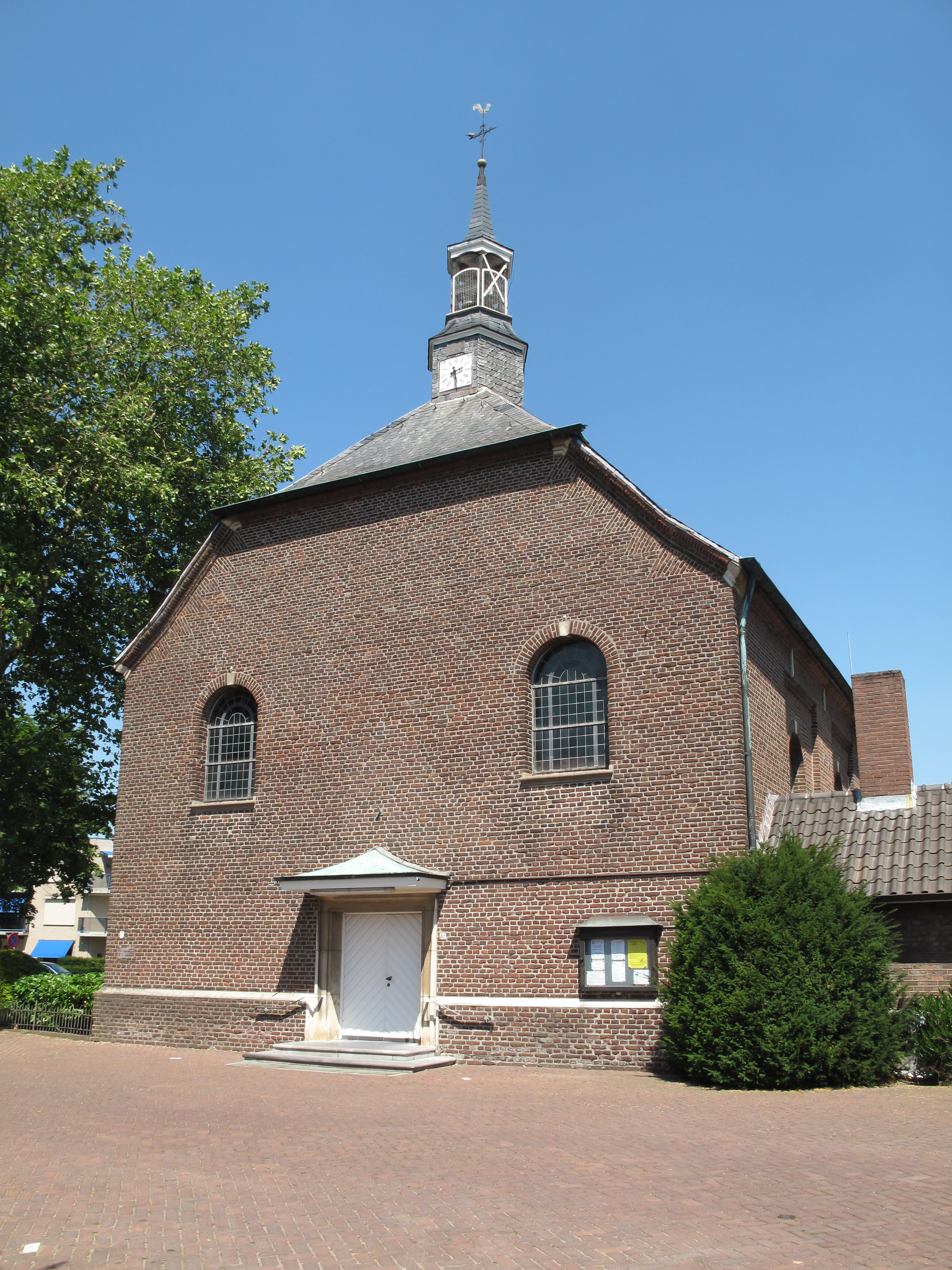
St.-Michael-Kirche

- Bürgerschützenverein Suderwick 1919 e. V.
- Grenzlandsportverein (GSV) Viktoria 09 Suderwick e. V.
- Freiwillige Feuerwehr Bocholt, Löschzug Suderwick
- Heimatverein Suderwick (gegründet 1951)
- Theaterverein Laienspielschar Suderwick 1957 e. V. (gegründet 1957)
- Oldtimerfreunde Suderwick
- Niederländisch-deutscher Chor Vision
- Evangelisch-Reformierte Kirchengemeinde mit Gemeindezentrum
- Katholische Kirche St. Michael
- Postkasten
- Zweigstelle der Bocholter Stadtbibliothek
- Volksbank und Sparkasse (gemeinsame Präsenz, SB-Terminals)
- Spielmannszug Suderwick 1953 e. V.
- Internationaler Popchor „popcorn“